# Burg Olesko
Die Burg Olesko liegt in der westlichen Ukraine, nahe der Stadt Olesko, gut 70 km östlich von Lwiw entfernt. Die ersten Aufzeichnungen über die Burg datieren von 1390, als Papst Bonifatius IX. dem Bischof der Stadt Halytsch die Burg als Geschenk vermachte.

## Geschichte

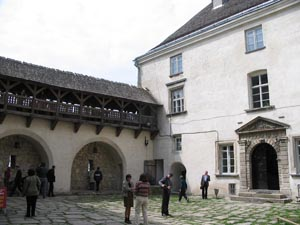
Innenhof

Die ursprüngliche Burganlage wurde auf einem 50 m hohen Hügel errichtet. Neben einem massiven Mauerwerk wurde die Verteidigungsanlage durch einen Burggraben und einen vorgelagerten Sumpf geschützt. Im frühen Mittelalter hatte die Burg eine bewegte Geschichte, wechselte mehrmals ihren Besitzer und gehörte zeitweise zu Polen, Lettland und Ungarn.
Ab dem 15. Jahrhundert wurde Olesko von lokalen Adligen als Herrschaftssitz genutzt. 1605 kaufte Jan Danilowicz, Woiwode von Ruthenien und Großvater von Johann III. Sobieski die Anlage. Später wurde die Burg an die Adelsfamilie Koniecpolski verkauft. Stanislaw Koniecpolski verkaufte das Anwesen 1682 für 400.00 Złoty an Johann III. Sobieski, der 1674 König von Polen geworden war. Nach aufwendiger Restaurierung und Neugestaltung residierte er nach 1687 zeitweise im Schloss.
Im frühen 18. Jahrhundert wurde die Burg schließlich von der Familie Rzewuski erworben, die einen Großteil der Mobiliars zu ihrem eigentlichen Herrschaftssitz Schloss Pidhirzi verbrachte.
Vor allem aber ist die Burg als Geburtsort des polnischen Königs Johann III. Sobieski bekannt, der bei der Belagerung von Wien maßgeblichen Anteil am Sieg über die Osmanen hatte. Sobieski hielt sich zudem oft hier auf, viele Kunstgegenstände zeugen von seiner Anwesenheit. Durch ihre historische Bedeutung als einer der Herrschaftssitze Sobieskis ist die Burg von Olesko ein beliebtes Ausflugsziel bei polnischen Touristen.

## Restaurierungsmaßnahmen

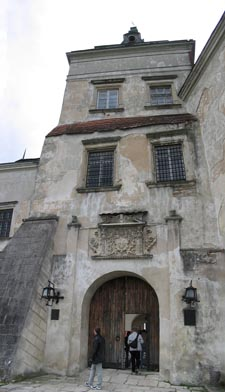
Torhaus

Schon Ende des 16. Jahrhunderts bzw. zu Beginn des 17. Jahrhunderts wurden umfangreiche Instandsetzungsmaßnahmen an der frühmittelalterlichen Burganlage durchgeführt. Außerdem wurden zahlreiche Decken- und Wandmalereien im Stil der italienischen Renaissance u. a. von Johann III. Sobieski angebracht. 1882 wurde die Burg von Olesko schließlich von einer Gesellschaft zum Erhalt der Burg gekauft, die zehn Jahre später damit begann Schäden, u. a. eines Erdbebens von 1838, zu beseitigen. Im Ersten und Zweiten Weltkrieg wurde die Burg durch Kriegshandlungen erneut in Mitleidenschaft gezogen und brannte 1956 nach einem Blitzschlag teilweise ab.
Schließlich wurde die Anlage und der dazugehörige Garten von 1961 bis 1985 aufwendig originalgetreu wieder aufgebaut und ein Museum eingerichtet, dass der Geschichte über die Burg gewidmet ist. So werden heute Skulpturen, Bilder, Tapisserien, zeitgenössische Waffen und Gegenstände des alltäglichen Gebrauchs ausgestellt. Des Weiteren stellt das Museum die bedeutendste Sammlung polnischer Kunst außerhalb Polens dar und ist zudem Teil des Goldenen Hufeisens, einem Verbund von drei Burgen zudem neben Olesko noch das Schloss Pidhirzi und die Burg Solotyj Potik gehören.